# Manfred Koch-Hillebrecht
Manfred Koch-Hillebrecht (auch Manfred Koch; * 20. Oktober 1928 in Düsseldorf; † 14. März 2020 in Kirchberg/Tirol) war ein deutscher Politikpsychologe.

## Leben und Arbeit
Koch-Hillebrecht promovierte 1953 in Tübingen bei dem Psychiater Ernst Kretschmer und habilitierte sich 1972 an der Universität Bonn für das Fach Psychologie. Nach Tätigkeiten als Meinungsforscher in München, im „Sonderkreis“ von Bundeskanzler Ludwig Erhard und als Referent im Bundespresseamt arbeitete er im Wahlkampf für Kurt Georg Kiesinger und für Willy Brandt mit.
Zum Thema nationale Vorurteile veröffentlichte Koch-Hillebrecht 1978 das Buch Der Stoff, aus dem die Dummheit ist.
Er schrieb außerdem zwei psychologische Hitler-Portraits. In Homo Hitler (1999) geht er u. a. der Frage nach, ob Hitler ein eidetisches Gedächtnis besessen habe, und analysiert seine schauspielerischen Fähigkeiten. In Hitler: ein Sohn des Krieges (2003) bestimmt er als Urkatastrophe in Hitlers Leben eine posttraumatische Belastungsstörung, die er im Ersten Weltkrieg erlitten und aus der sich sein fatales Weltbild und sein zerstörerischer Charakter entwickelt habe. Koch-Hillebrecht weist in diesem Zusammenhang auch auf eine Schocktherapie hin, mit der der Militärpsychiater Edmund Forster Hitler 1918 im Reservelazarett Pasewalk nach einer psychogenen Erblindung behandelt habe. Diese Therapie habe Hitler nicht nur wieder zum einsatzfähigen Soldaten gemacht, sondern ihn auch mit der demagogischen Methode ausgestattet, die ihn später als Politiker so einflussreich gemacht habe. Da es keine historischen Dokumente gibt, die diese Behandlung belegen, ist Koch-Hillebrecht später der Vorwurf einer unkritischen Rezeption von Aussagen, die auf Hörensagen beruhen, gemacht und seine Darstellung massiv in Zweifel gezogen worden.
Manfred Koch-Hillebrecht war Emeritus der Universität Koblenz, an die er 1974 berufen wurde.

## Publikationen (Auswahl)
- Das Deutschenbild. Gegenwart, Geschichte, Psychologie. Beck, München 1977, ISBN 978-3-406-06762-4.
- Der Stoff, aus dem die Dummheit ist. Psychologie der Vorurteile. Beck, München 1978, ISBN 978-3-406-06780-8.
- Kleine Persönlichkeitspsychologie. Verlag für Angewandte Psychologie, Stuttgart 1982, ISBN 978-3-87844-002-4.
- Homo Hitler. Psychogramm des deutschen Diktators. Goldmann, München 1999 ISBN 978-3-442-75603-2.
- Hitler: ein Sohn des Krieges. Fronterlebnis und Weltbild. Herbig, München 2003, ISBN 978-3-7766-2357-4.
- Die Deutschen sind schrecklich: Geschichte eines europäischen Feindbildes, wjs, Berlin 2008, ISBN 978-3-937989-37-2.
- Der böhmische Gefreite. Deutscher Reichskanzler mit Migrationshintergrund. Charakterskizze eines psychisch Belasteten. tredition, Hamburg 2020, ISBN 978-3-7482-0412-1.

## Auszeichnungen
Koch-Hillebrecht erhielt 1972 das Bundesverdienstkreuz am Bande.